# فریزیا
گیاه فریزیا (Freesia)، گونه‌ای از گیاهان گلدار علفی چندساله از خانواده زنبق سانان (Iridaceae) است که برای نخستین بار در سال ۱۸۶۶ توسط کریستیان فریدریش اکلون (۱۸۸۶–۱۷۹۵) به‌عنوان یک سرده توصیف شد. این سرده به افتخار فردریش فریز (۱۸۷۶–۱۷۹۵)، گیاه‌شناس و پزشک آلمانی، نام‌گذاری شده است. فریزیا، بومی نیمه شرقی جنوب آفریقا است و از کنیا تا آفریقای جنوبی گسترده شده و بیش‌تر گونه‌های آن در استان کیپ یافت می‌شوند. همچنین، گونه‌های سرده قبلی Anomatheca اکنون جزو سرده فریزیا محسوب می‌شوند. گیاهانی که معمولاً به نام «فریزیا» شناخته می‌شوند و دارای گل‌های معطر قیفی شِکل هستند، در واقع دورگه‌های پرورشی حاصل از چندین گونه فریزیا می‌باشند. برخی گونه‌های دیگر نیز به عنوان گیاهان زینتی کشت می‌شوند.

## ویژگی‌ها

### ارتفاع گیاه
بین ۳۰ تا ۶۰ سانتی‌متر است.

### رنگ گل‌ها
سِفید، زرد، صورتی، قرمز، بنفش و حتی ترکیبی از رنگ‌ها است.

### فصل گل‌دهی
معمولاً در زمستان و اوایل بهار گل می‌دهد.

### عطر
بسیار خوشبو و کارآمد ،برای از بین بردن بوی نامطبوع محیط است.

### نمادها
این گل نماد دوستی، اعتماد و پاکی است. رنگ‌های مُختلف آن معانی متفاوتی دارند؛ مثلاً رنگ سفید آن نماد پاکی و اعتماد، و گل صورتی نماد عشق و لطافت است.

### نگهداری و کاشت
- شرایط نگهداری: نیاز به محیط خنک و آفتابی دارد. در زمستان باید از سرما محافظت شود.
- خاک مناسب: ترکیبی از ماسه و خاک‌برگ.
- آبیاری: به اندازه کافی برای مرطوب نگه داشتن خاک.
- روش‌تکثیر: از طریق پیازچه‌های تولیدی یا کاشت بذر.

این گل علاوه بر زیبایی، به دلیل عطر خاصش در ساخت عطرها و محصولات آرایشی و بهداشتی نیز استفاده می‌شود.

## نگارخانه

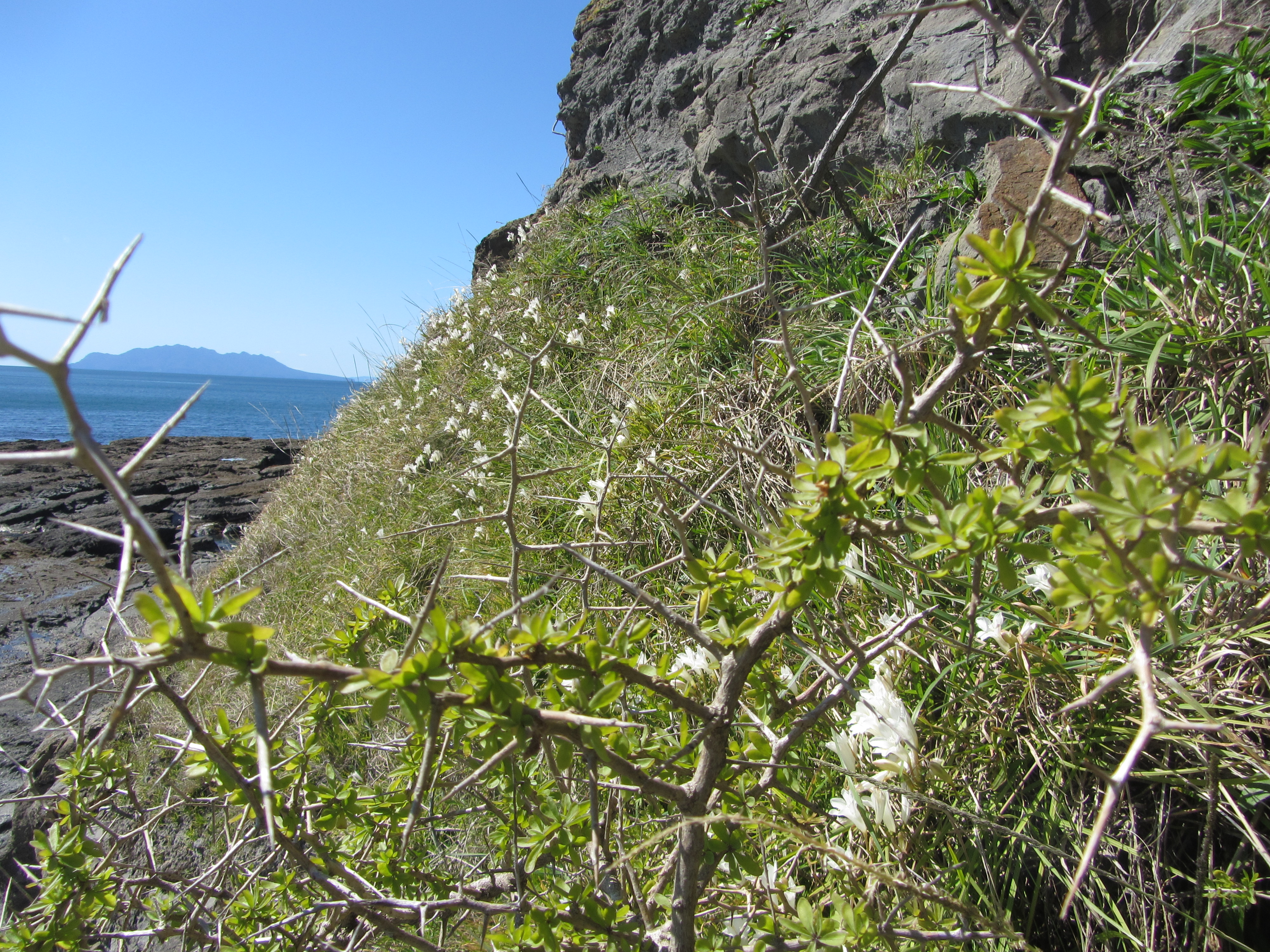
Freesia plants in native habitat
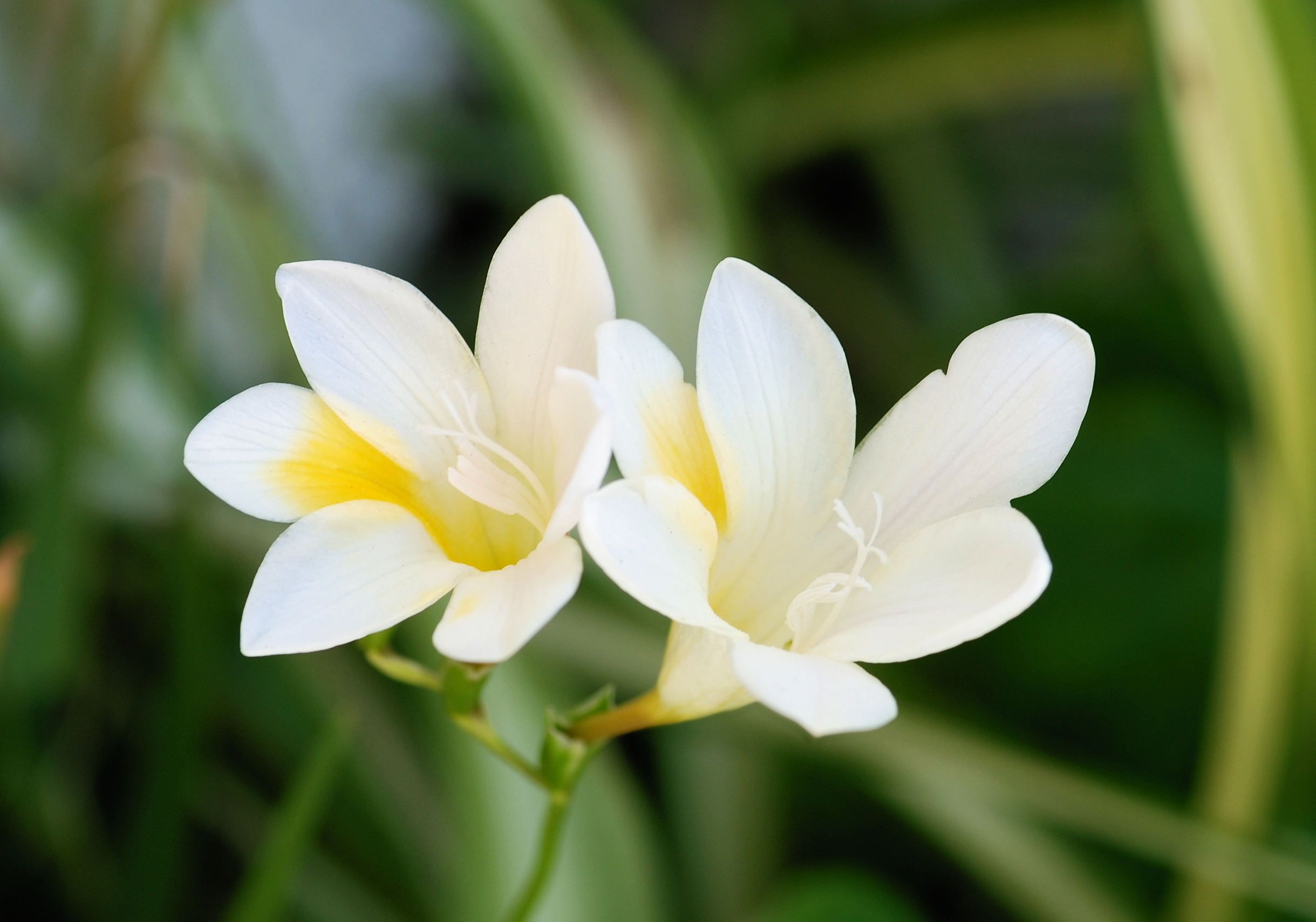
Freesia alba (F. leichtlinii subsp. alba)
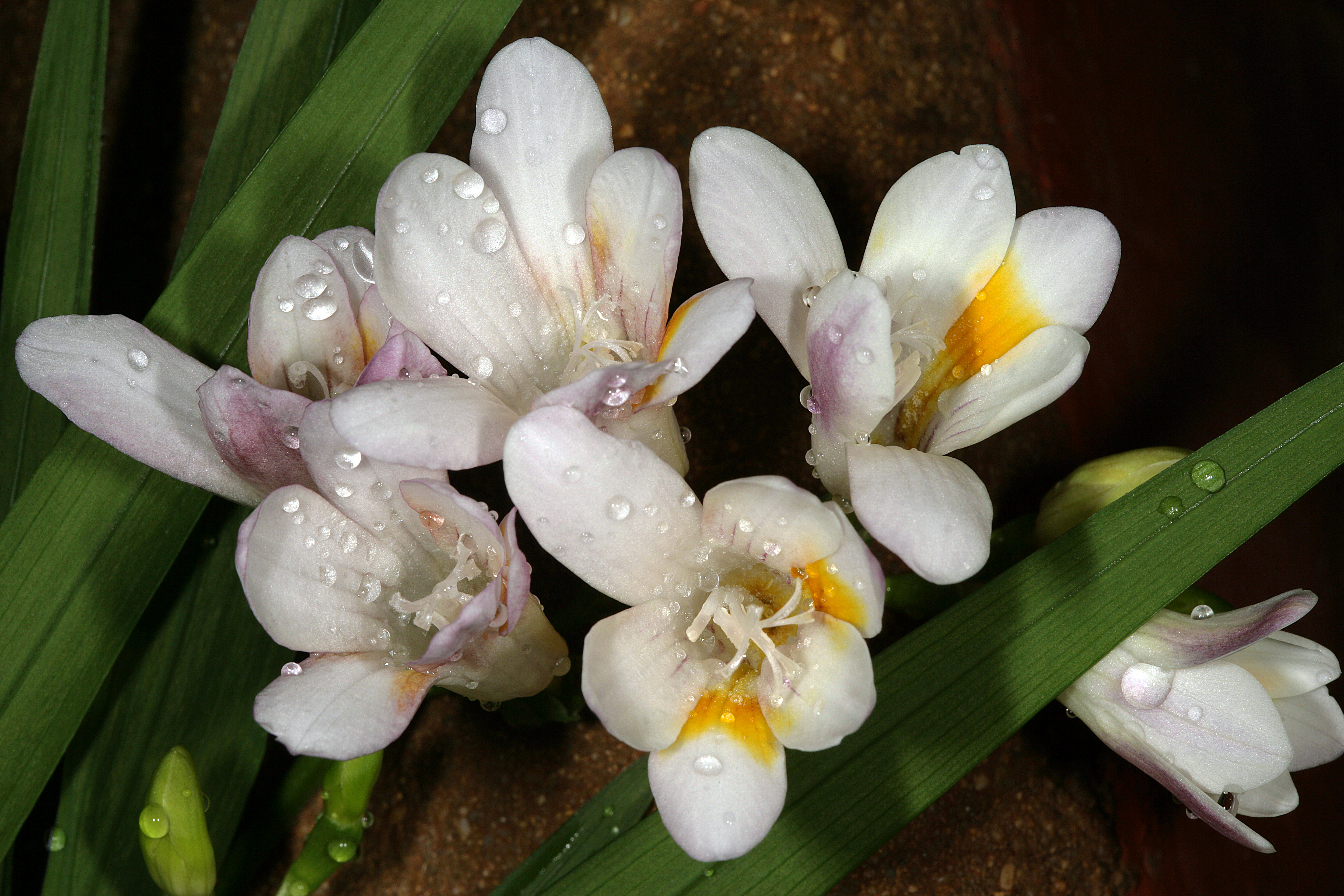
Freesia caryophyllacea
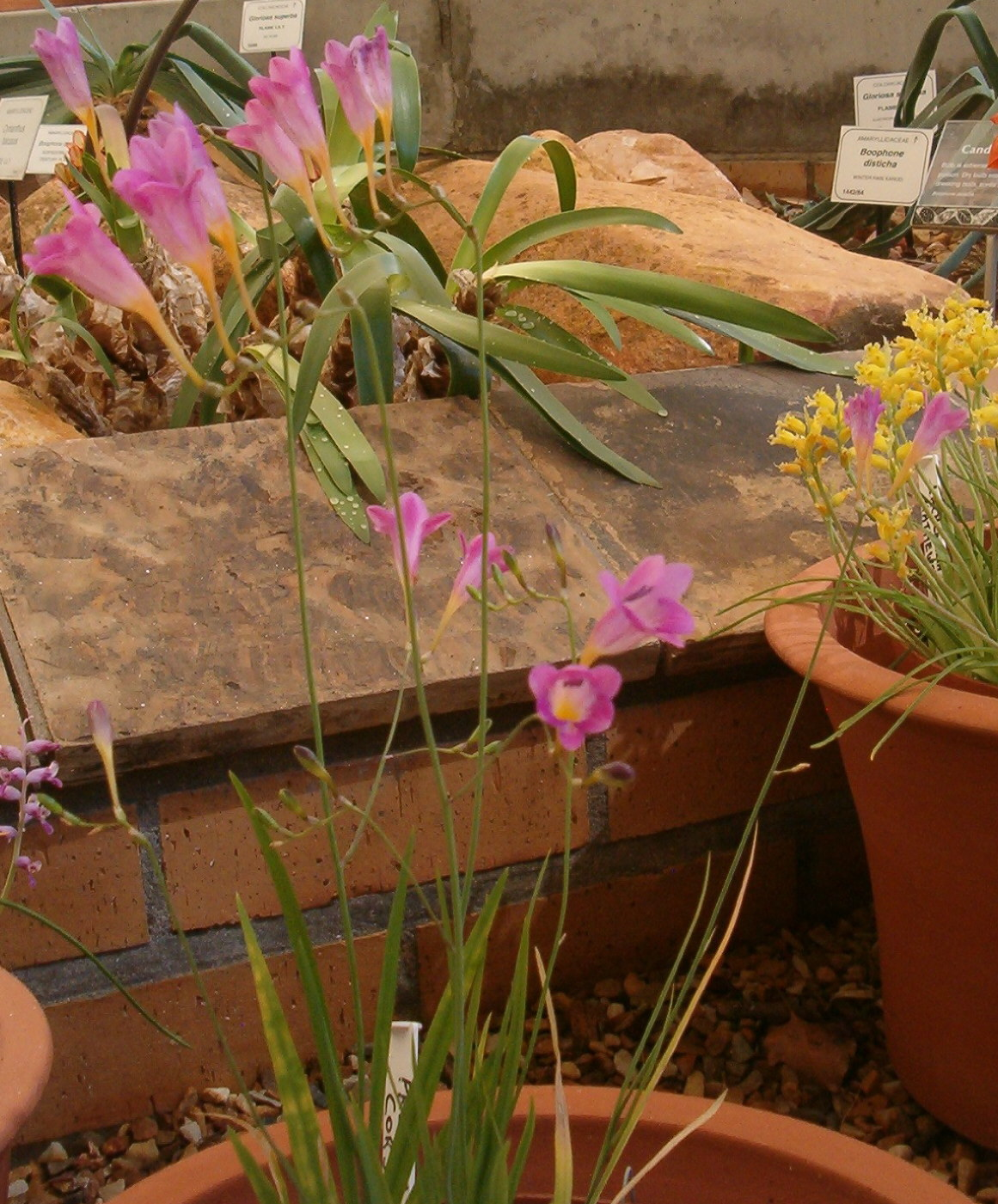
Freesia corymbosa
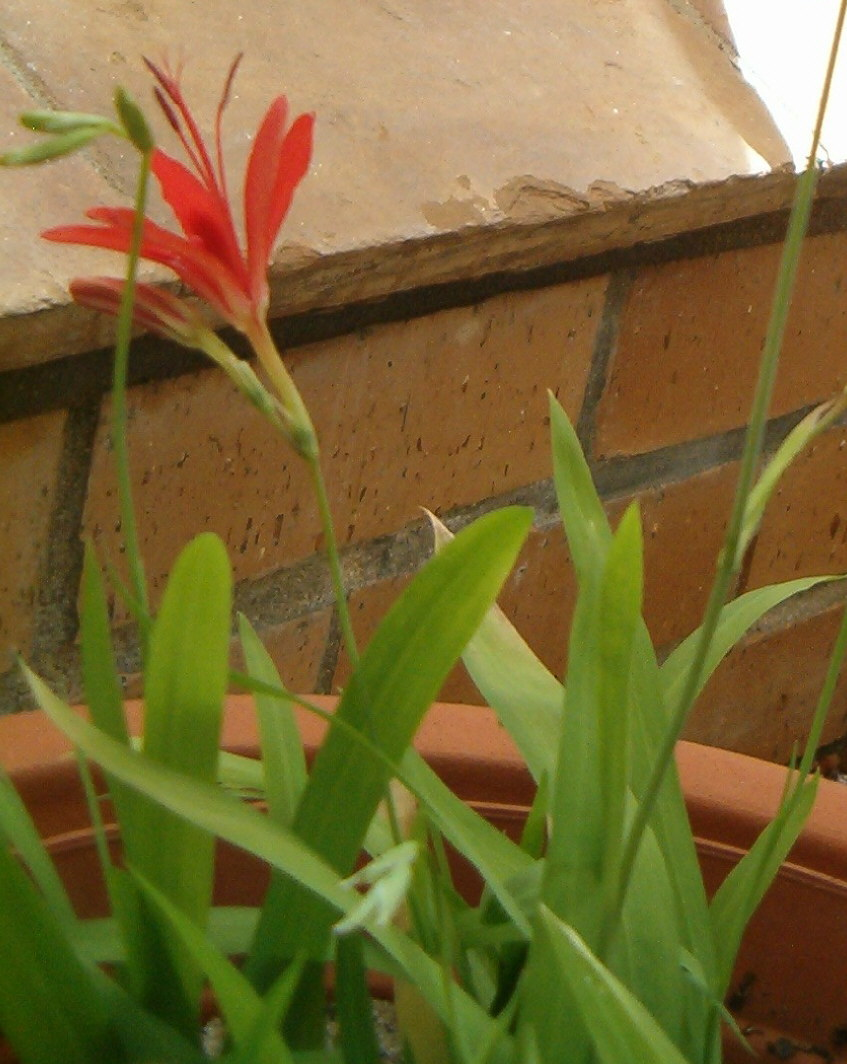
Freesia grandiflora
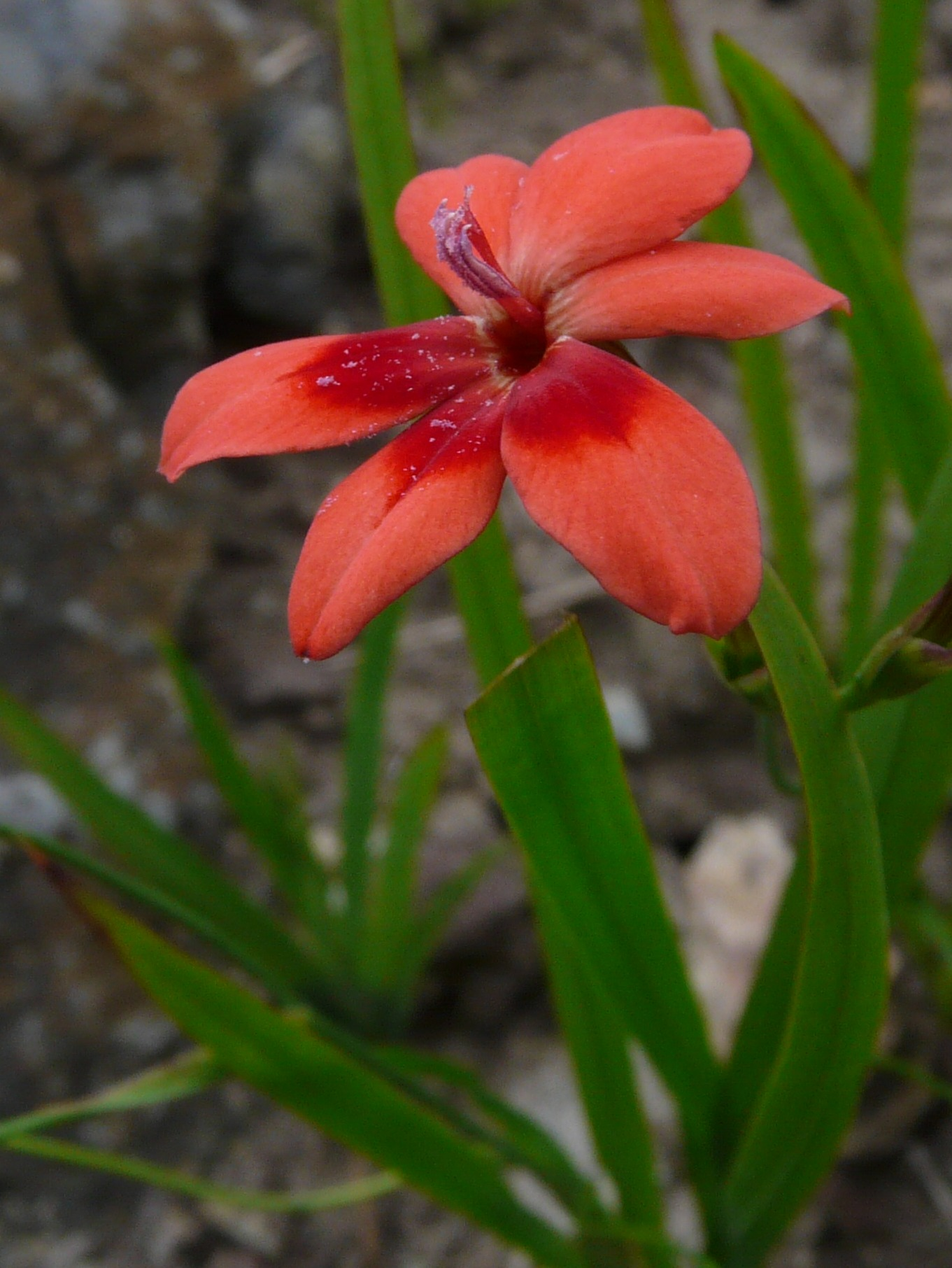
Freesia laxa
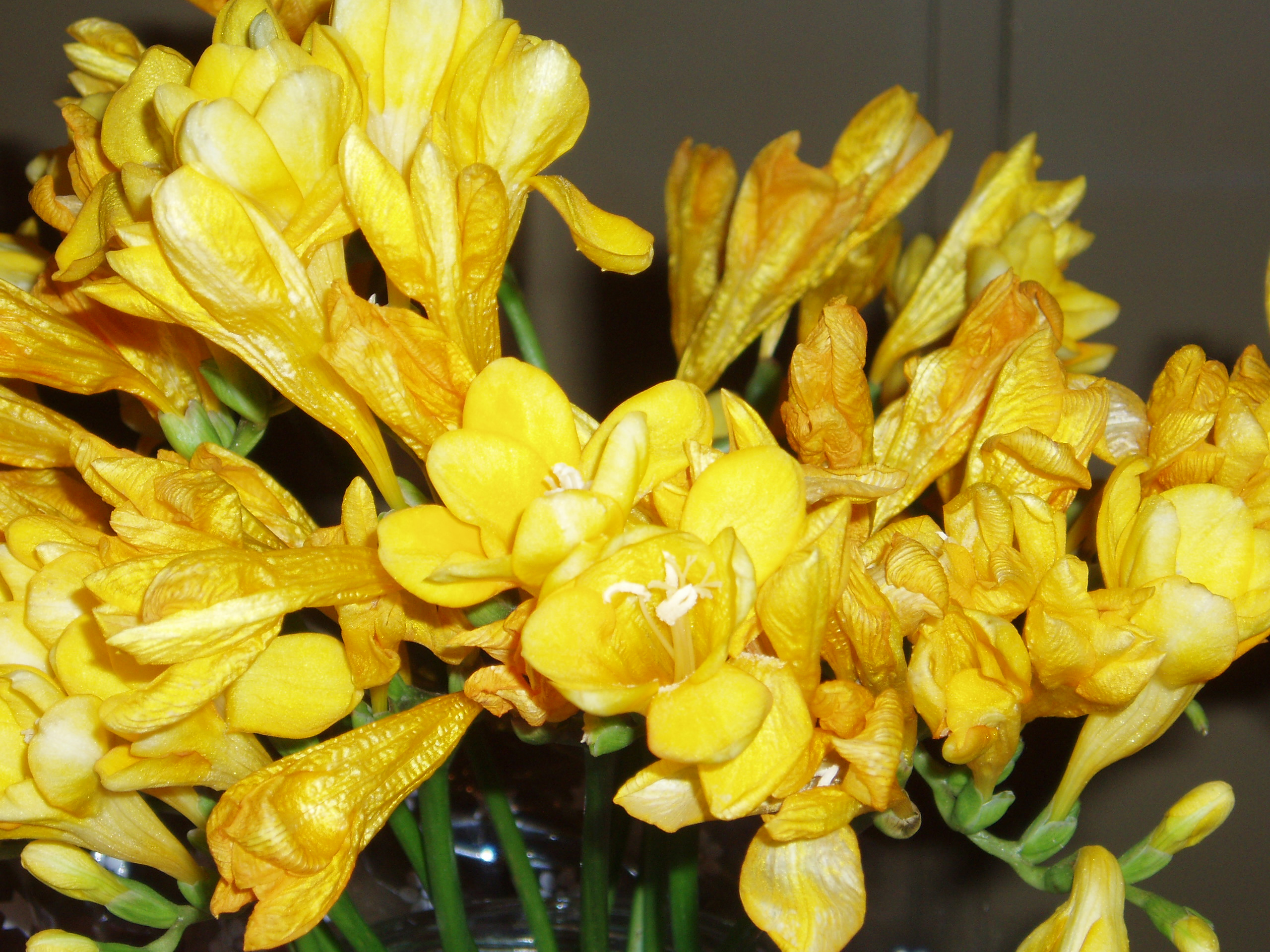
Freesia refracta (garden cultivar)
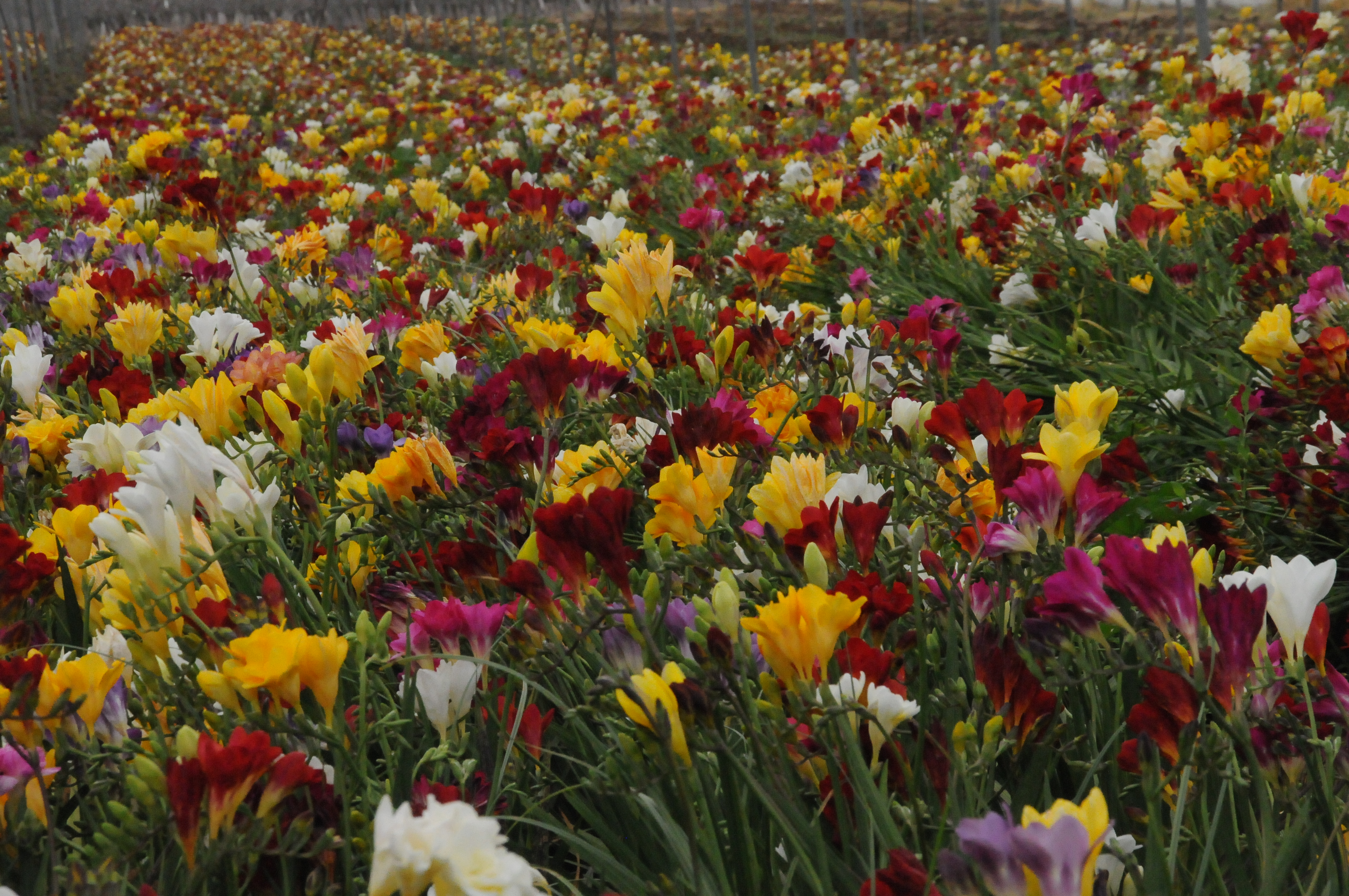
Variety of freesia cultivars
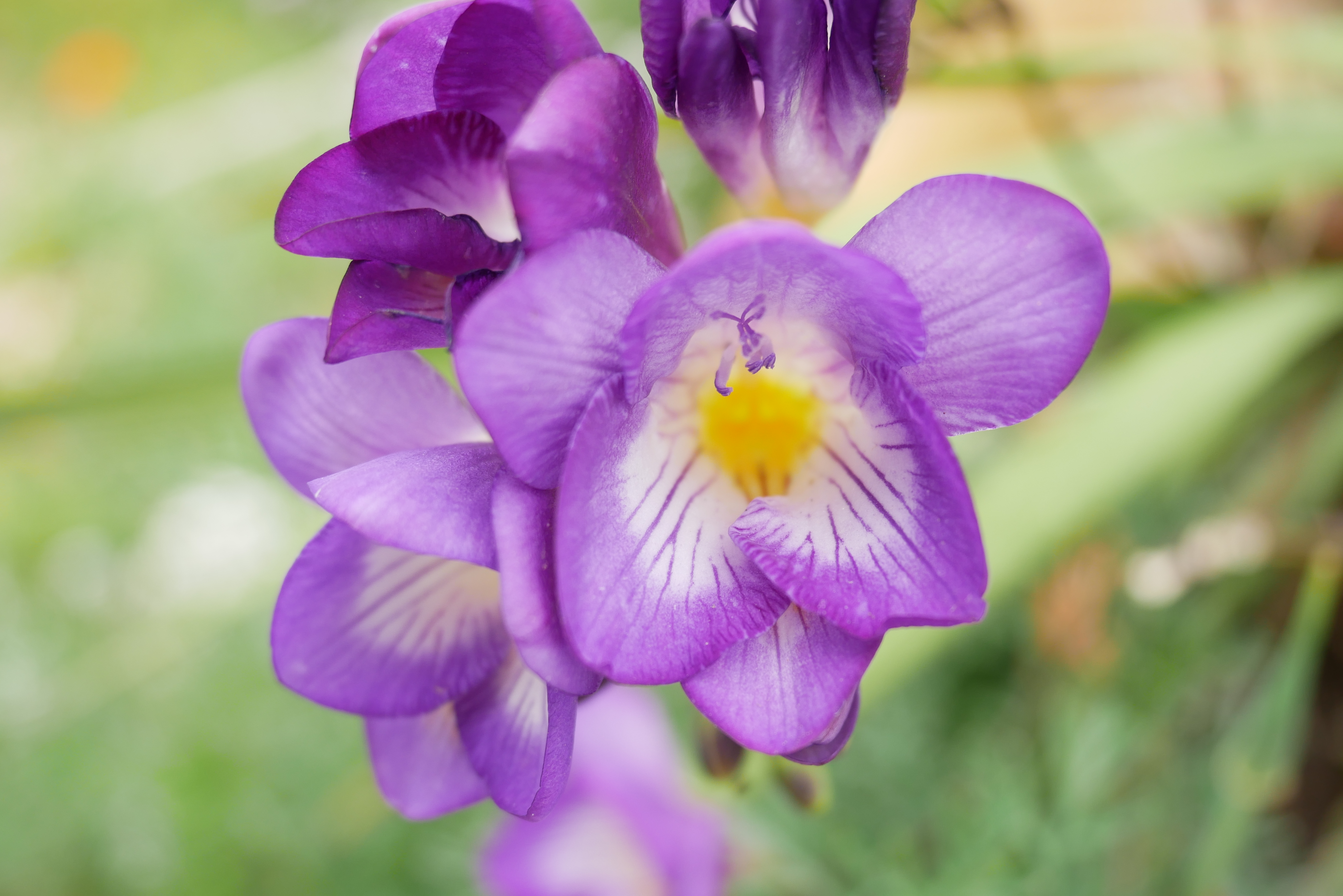
Mauve-colored freesia cultivar
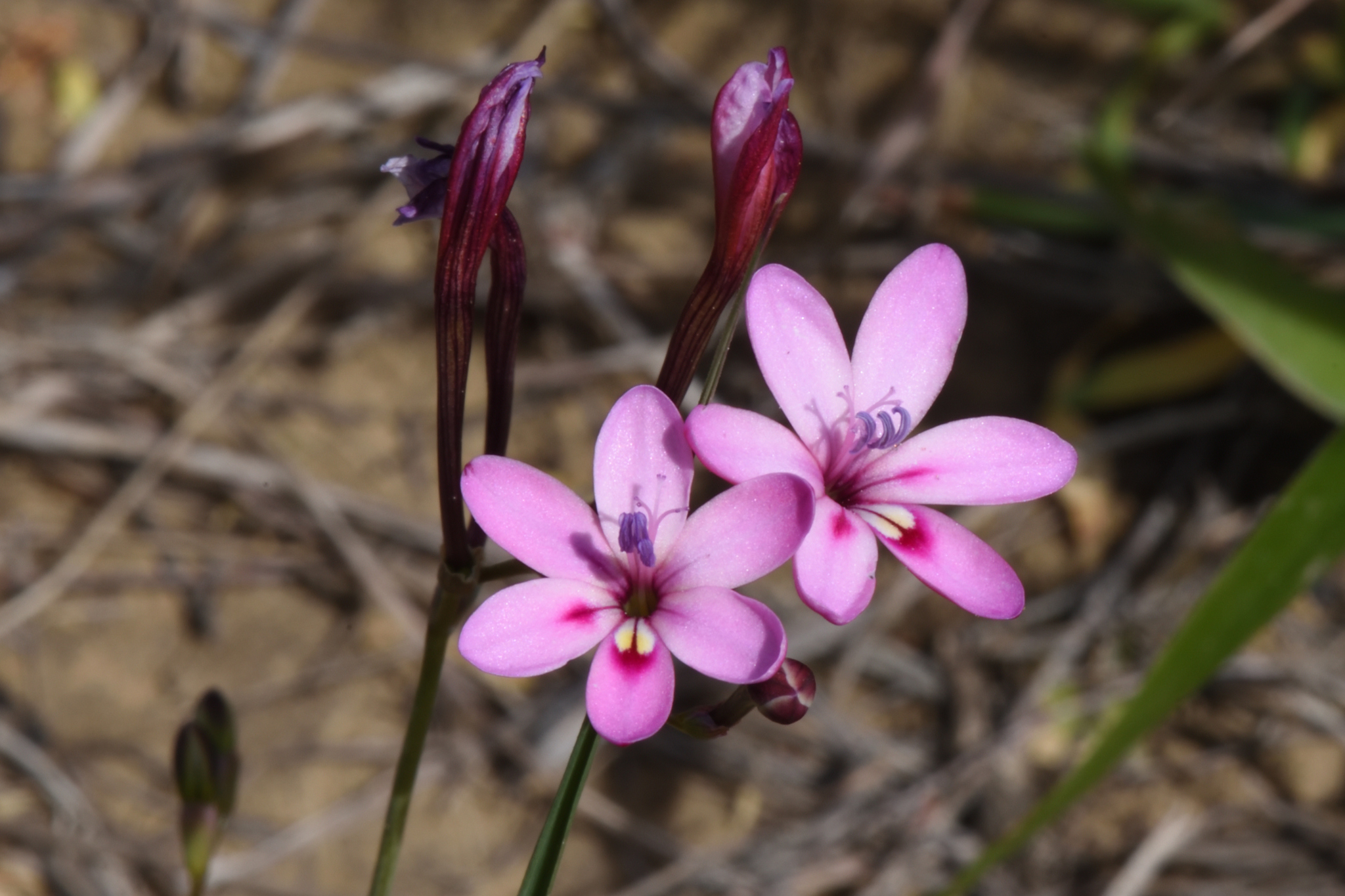
Freesia verrucosa
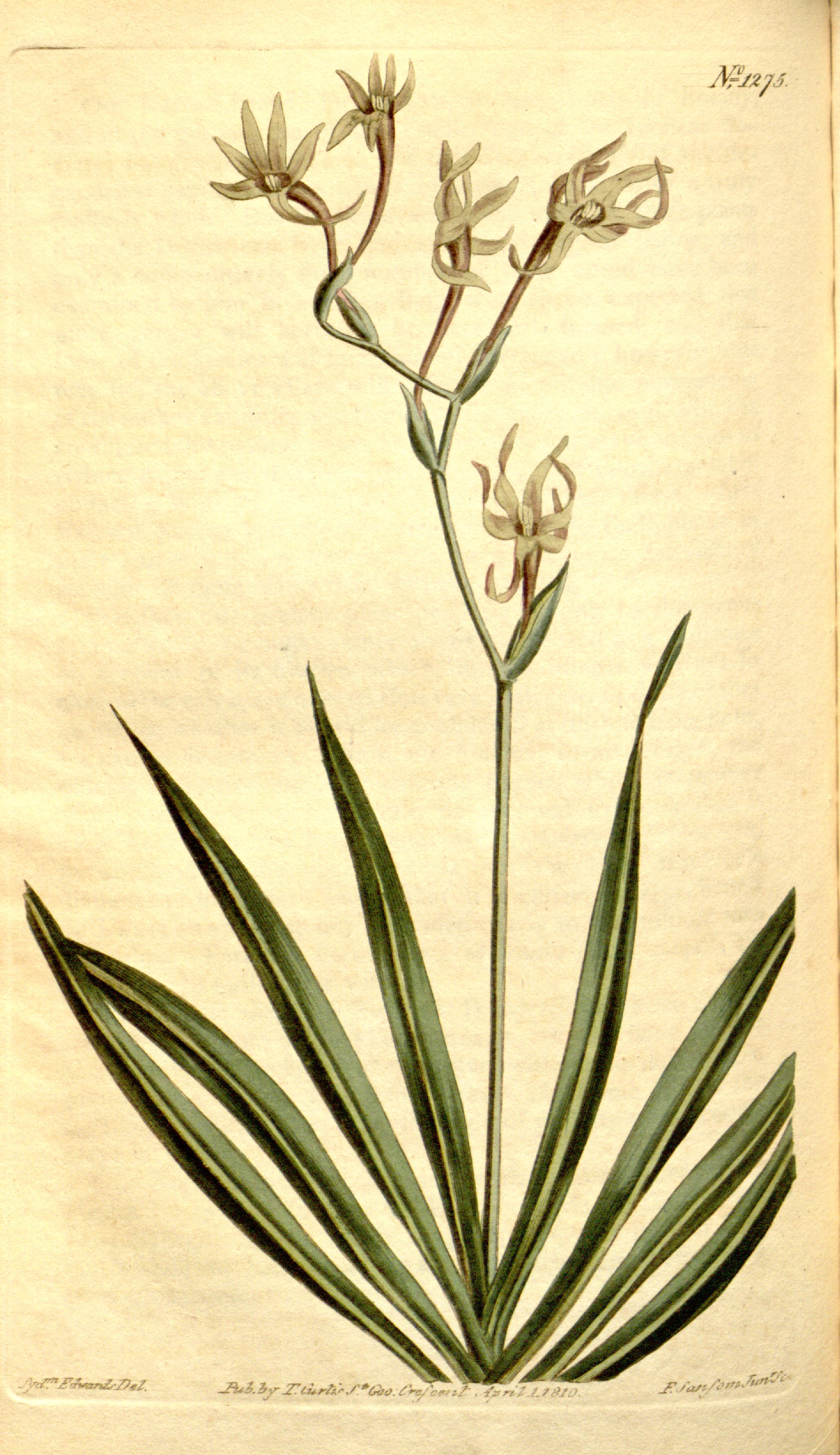
Freesia viridis in Curtis's Botanical Magazine, Volume 31: t. 1275, as Tritonia viridis
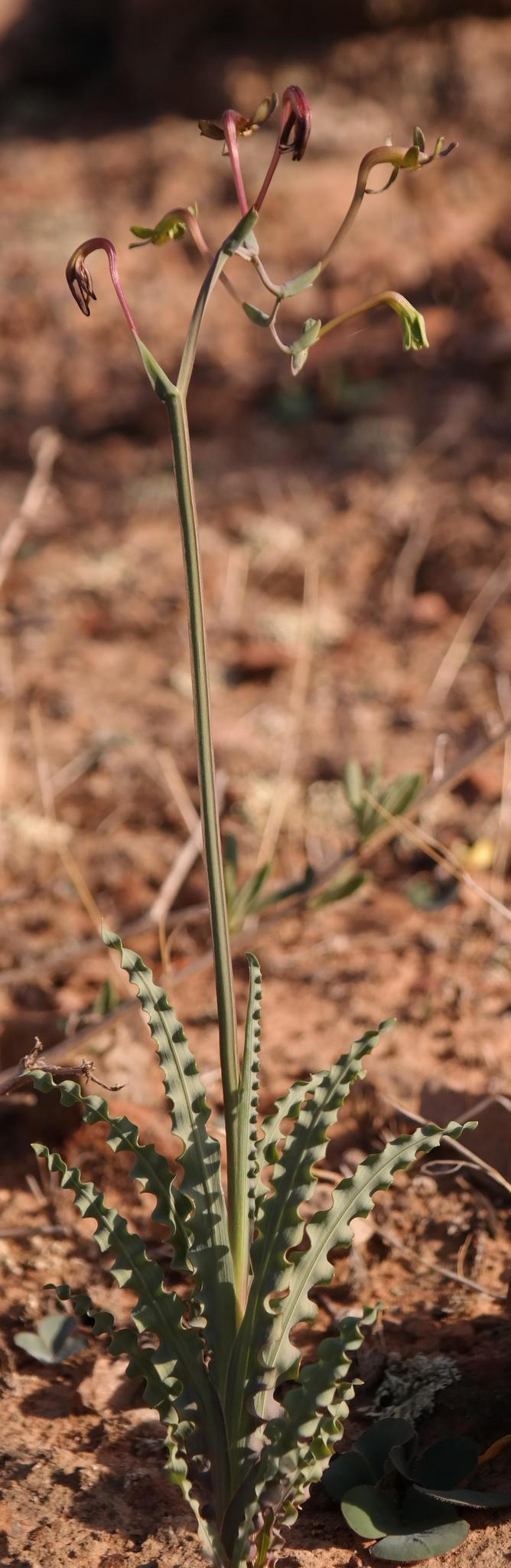
Freesia viridis subsp. crispifolia